# Adrian Live - Questa è la storia...
Adrian Live - Questa è la storia... è stato un contenitore e varietà televisivo italiano trasmesso in prima serata su Canale 5 nel 2019. È nato per lanciare la serie tv d'animazione Adrian di Adriano Celentano.
Nelle prime quattro puntate la conduzione è stata affidata a diversi protagonisti tra cui Nino Frassica, Francesco Scali e Natalino Balasso, mentre nelle successive cinque puntate lo show è stato condotto dallo stesso Adriano Celentano. È stato inizialmente trasmesso con il titolo Aspettando Adrian e aveva una durata di 30 minuti, tale durata è stata successivamente allungata a 60 minuti. 

## Il programma
Nell'autunno 2018 venne confermata la messa in onda di uno show a contorno di Adrian, in onda da gennaio a marzo dal Teatro Camploy di Verona. Sebbene alcune indiscrezioni del 2016 riportassero che Paolo Bonolis era stato avvicinato al progetto di Adrian, nel dicembre 2018 viene confermato che a condurre lo show ci sarebbero stati Michelle Hunziker e Teo Teocoli, con la partecipazione di numerosi comici, quali Lillo & Greg, Nino Frassica, Francesco Scali, Natalino Balasso, Giovanni Storti e Max Tortora. Il 19 gennaio tuttavia la Hunziker e Teocoli abbandonano lo show, per motivi sconosciuti, provocando così una veloce riscrittura della scaletta.
Allo show nelle prime due puntate ha preso parte anche lo stesso Adriano Celentano, sebbene sia apparso solo per pochi minuti prima della messa in onda del cartoon. Durante la terza puntata Celentano è invece apparso esclusivamente per esibirsi in due brani del suo repertorio (Pregherò e Hot Dog Buddy Buddy), mentre si è poi assentato del tutto durante la quarta. 
Il 6 febbraio Mediaset ed il Clan Celentano hanno comunicato che, sia lo spettacolo Aspettando Adrian, sia la serie vera e propria saranno interrotte per almeno due settimane a causa di "un malanno di stagione" di Adriano Celentano. Tuttavia, al termine delle due settimane, lo show non è tornato in onda ed è stato rinviato all'autunno, formalmente per "esigenze di salute" del cantante. 
Il programma è tornato in onda, sempre in prima serata su Canale 5, dal 7 novembre al 5 dicembre 2019 per le restanti cinque puntate previste, mutando il titolo in Adrian Live - Questa è la storia... e con uno show dal vivo di 60 minuti, condotto in prima persona da Adriano Celentano con la partecipazione di ospiti, al termine del quale vengono trasmessi gli episodi del cartoon Adrian.

## Controversie
Adrian è stato oggetto di controversie ancor prima di andare in onda, a causa della defezione, a poche ore dal debutto televisivo, di alcuni dei componenti del cast dello show, come Ambra Angiolini, Michelle Hunziker e Teo Teocoli, in apparenza a causa delle divergenze di vedute con Celentano riguardo alla struttura del programma (in un primo momento si era addirittura sparsa la falsa notizia che lo stesso Celentano avesse abbandonato lo show). Inoltre la prima puntata è terminata circa un'ora prima dell'orario inizialmente programmato, costringendo Mediaset a un veloce cambio di programmazione.
Nel corso della quarta puntata la presenza del ballerino Sergei Polunin ha provocato qualche polemica a causa di un suo tatuaggio sul petto raffigurante il volto di Vladimir Putin.

## Puntate

### Aspettando Adrian
Lo show ha una durata variabile, inferiore comunque ad un'ora: la prima puntata è andata in onda dalle 21:40 alle 22:10, la seconda dalle 21:40 alle 22:20 e la terza dalle 21:50 alle 22:40.
| Puntata | Messa in onda   | Protagonisti                                                                                      | Canzoni interpretate            | Telespettatori | Share  |
| ------- | --------------- | ------------------------------------------------------------------------------------------------- | ------------------------------- | -------------- | ------ |
| 1       | 21 gennaio 2019 | Nino Frassica, Francesco Scali, Natalino Balasso                                                  | Rip It Up (da dietro le quinte) | 5 997 000      | 21,92% |
| 2       | 22 gennaio 2019 | Nino Frassica, Francesco Scali, Natalino Balasso, Giovanni Storti                                 | Rip It Up (da dietro le quinte) | 3 965 000      | 15,00% |
| 3       | 28 gennaio 2019 | Nino Frassica, Francesco Scali, Natalino Balasso, Giovanni Storti, Ilenia Pastorelli              | Pregherò, Hot Dog Buddy Buddy   | 3 029 000      | 11,87% |
| 4       | 4 febbraio 2019 | Nino Frassica, Francesco Scali, Natalino Balasso, Giovanni Storti, Ilenia Pastorelli, Max Tortora | –                               | 2 295 000      | 8,92%  |

### Adrian Live - Questa è la storia...
Lo show ha una durata corrispondente a poco più di un'ora circa, dalle 21:35/21:40 alle 22:45. Nel cast fisso del programma sono presenti gli attori Ilenia Pastorelli e Alessio Boni (quest'ultimo ha il compito di introdurre con un monologo recitato ogni episodio della serie animata), e a partire dalla seconda puntata i comici Gigi e Ross. 
| Puntata | Messa in onda    | Ospiti | Canzoni interpretate | Telespettatori | Share  | Fonte  |
| ------- | ---------------- | --- | --- | -------------- | ------ | ------ |
| 5       | 7 novembre 2019  | Paolo Bonolis, Carlo Conti, Gerry Scotti, Massimo Giletti, Piero Chiambretti, i Legnanesi, Luciano Ligabue | La pubblica ottusità, Minnie the Moocher, Questo vecchio pazzo mondo (con Luciano Ligabue) | 3 869 000      | 15,41% | [ 16 ] |
| 6       | 14 novembre 2019 | Maria De Filippi, Gianni Morandi, Brunori Sas                                                              | Una carezza in un pugno, Rip It Up, Il ragazzo della via Gluck, Ti penso e cambia il mondo (con Gianni Morandi), Pregherò (con Gianni Morandi), Azzurro (con Gianni Morandi e Maria De Filippi), Al di là dell'amore (Brunori Sas) | 3 439 000      | 13,71% | [ 17 ] |
| 7       | 21 novembre 2019 | Biagio Antonacci, Andrea Scanzi, Pierluigi Battista, Gianni Riotta                                         | Storia d'amore, Soli, Ready Teddy, Mio fratello (con Biagio Antonacci), Rip It Up, Ci siamo capiti male (Biagio Antonacci) | 3 354 000      | 14,05% | [ 18 ] |
| 8       | 28 novembre 2019 | Morgan, Francesca Fialdini, Chiara Geloni, Luca Sommi                                                      | Mondo in mi 7ª, Shake, Rattle and Roll, L'emozione non ha voce, Un bimbo sul leone (con Morgan), Conto su di te (Morgan), Un albero di trenta piani, Rip It Up                                                                     | 2 695 000      | 11,11% | [ 19 ] |
| 9       | 5 dicembre 2019  | Marco Mengoni                                                                                              | Pregherò, Hot Dog Buddy Buddy, Rip It Up, La casa azul (con Marco Mengoni), Si è spento il sole (con Marco Mengoni), Medley: Tu scendi dalle stelle e Il forestiero                                                                | 2 909 000      | 11,81% | [ 20 ] |